# Zardab
Zardab (Zərdab) é um rayon no Azerbaijão. Sua capital é Zardab. Zardab é uma palavra persa (زردآب Zardab) significando Água Amarela. Um de seus nativos é Hasan bey Zardabi, fundador do primeiro jornal em língua azeri.